# Stellar
Stellar является платформой для валютных операций, работающей в режиме реального времени (система валовых расчётов в режиме реального времени). 
Она была основана в начале 2014 года Джедом МакКалебом и Джойс Ким как ответвление от криптовалютной платформы Ripple  для платёжных систем и первое время работала на одноимённом протоколе. В дальнейшем был разработан собственный open-source протокол Stellar. В процессе работы используется собственный вид электронной валюты, который ранее назывался стелларом (stellar) или звездой (star), а теперь называется люменом (lumen) или XLM.
Для поддержки платформы был организован некоммерческий неакционерный фонд Stellar Development Foundation. Финансирование фонда было получено от компании Stripe.
Обновлённая сеть Stellar (на собственном протоколе) начала работу в ноябре 2015 года. И в момент первого выхода летом 2014 года, и в течение 2015 года Stellar получала благожелательные отзывы в прессе.
В октябре 2017 года компания объявила о сотрудничестве с IBM.
За 2018 год Stellar стал самой быстрорастущей платформой для проведения ICO, а также занял вторую позицию по количеству проведённых ICO в 2018 году, после Ethereum.

## Основание платформы, причины и следствия

### Причины отделения от Ripple
Предшествующая система платежей Ripple и её валюта XRP подвергались критике по нескольким позициям. Большая часть из них основывалась на подозрениях в отношении руководства фирмы Ripple Labs, управляющей сетью.

… Я полагаю, что XRP — полностью централизованная, контролируемая некой структурой «валюта», выглядящая как «пирамида», где основатели и первые держатели XRP, которые получают её бесплатно от Ripple Labs, делают всё возможное, чтобы продвигать эту «валюту», сделать её популярной и заработать на разнице в цене…Оригинальный текст (англ.)It seems that XRP is centralized fully controlled by single entity "currency" which looks like a "pyramid" scheme where early XRP holders, who get it for free from OpenCoin corporation, do their best to promote this "currency" and make it popular and gained in price.
— Сообщение участника zeroday на форуме bitcointalk.org 2013-05-20 18:19

… Bitcoin распределяется математикой. XRP распределяется тремя парнями по воле их прихоти… Оригинальный текст (англ.)BTC are distributed by math. XRP are distributed by 3 guys at their whim.
— Сообщение участника canth на форуме bitcointalk.org 2015-01-18 14:52
Как видно, с течением времени эти подозрения не развеиваются.
Основные претензии, выдвинутые специалистами, звучат так:
1. Ripple Labs — коммерческая фирма, и должна, по определению, руководствоваться понятием личной выгоды собственников;
2. Вся валюта системы Ripple принадлежит Ripple Labs. На момент появления Stellar существовали только планы по распределению средств. При этом значительная часть внутренней валюты должна быть распределена между первыми инвесторами и собственниками компании;
3. Управление сетью сильно централизовано (авторитарно). Программный код системы долгое время был закрытым. Ripple Labs могла изменить какой-нибудь важный параметр сети в один момент, ни с кем не советуясь.

Такое положение не устраивало в первую очередь пользователей. После короткого взлёта цена единицы XRP стала падать. В сентябре 2013 года Лаборатория наконец сделала код Ripple открытым. Комментаторы сразу же заявили, что одним из возможных способов исправления недостатков сети будет форк системы. Через 10 месяцев появилась платформа Stellar.

### Последствия отделения для Ripple

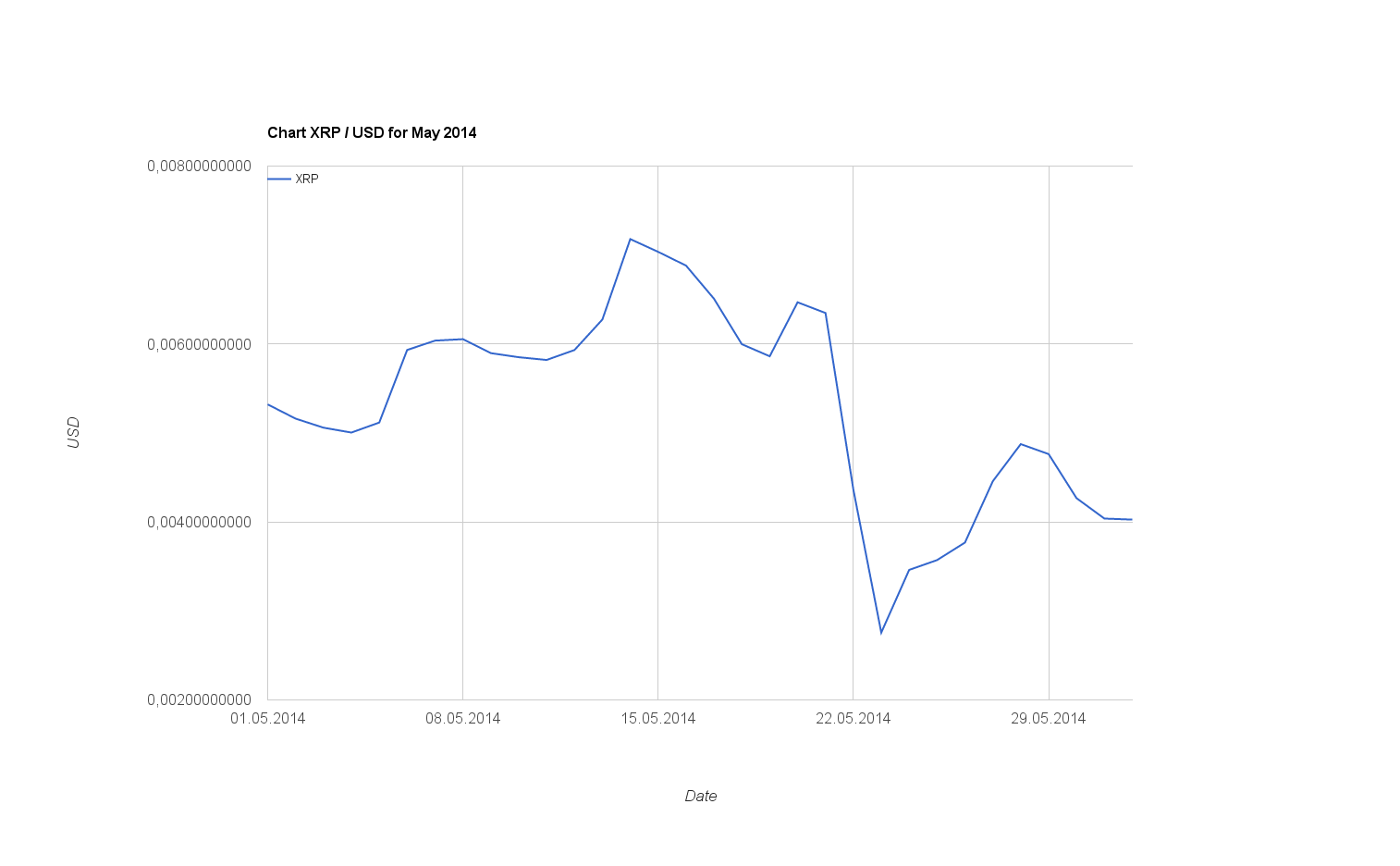
График валютной пары XRP/USD за май 2014 года

Очевидно, что платформа Stellar замысливалась как «убийца» Ripple: полный клон системы, но без её коренных врождённых недостатков. Такая внутривидовая конкуренция часто носит ожесточённый характер. Взаимное недовольство бывших соратников выплеснулось наружу, когда 22 мая 2014 года Джед МакКалеб опубликовал на стороннем (неофициальном) форуме, посвящённом валюте XRP, сообщение о продаже своей доли монет в размере около 9 миллиардов. Сразу же после этого сообщения цена XRP на биржах обвалилась более чем на 40 % (см. график).
Руководство компании Ripple, в лице одного из учредителей, Артура Бритто, постаралось успокоить общественность, выступив на официальном форуме сети. В этом выступлении между прочим было сказано, что давно существует некий ограничительный план для трёх учредителей системы. Двое из них готовы придерживаться его и в дальнейшем. Что же касается Джеда МакКалеба, то руководство компании Ripple Labs никак не может повлиять на него, поскольку Джед уже не участвует ни в разработке, ни в управлении сетью.
Однако ущерб был налицо, и компания все-таки нашла рычаги давления на бывшего соучредителя. В результате их применения в августе 2014 года появился первый ограничительный договор

. Восемь месяцев спустя, в апреле 2015 года, Ripple Labs инициировала судебное разбирательство по поводу возможного нарушения МакКалебом ограничительного договора. Ещё 10 месяцев спустя стороны пришли к мнению, что пора заканчивать судиться и заключать новый ограничительный договор, что и было сделано.
Несложный расчет показывает, что по новому договору, в ценах на 11 февраля 2016 года, на доверительном счету Ripple заморожено XRP МакКалеба на сумму, эквивалентную 40,5 млн.$.

## Правила платформы
При организации платёжной сети Stellar были совершены действия и приняты правила, которые должны помочь избежать проблем, присущих сети Ripple.
1. Был организован Stellar Development Foundation, некоммерческий и неакционерный фонд[7]. Таким образом, создатели фонда не могут получить выгоды ни от его функционирования, ни от продажи его акций.
2. Вся программная реализация платформы изначально была открытой. В момент запуска она работала, используя open-source протокол Ripple, а затем был создан открытый протокол Stellar[1]. Фонд развития Stellar взял на себя ответственность за то, что протокол платформы всегда будет открытым.
3. Stellar отказалась от института привилегированных участников.
4. Платформа обязалась публиковать различные отчёты, освещающие её деятельность. Например, отчёт о зарплате сотрудников; отчёт о люмен-грантах сотрудников; бюджетную роспись; количество распределённых люменов; механизм распределения люменов и т. п. В данный момент на сайте можно найти статистику по люменам[6]. Там же можно видеть число пользователей, пришедших из Facebook. Также есть финансовый отчёт за II и III квартал 2014 года[27].
5. Изначально было сказано, сколько создано люменов при образовании платформы (100 млрд.), сколько будет генерироваться еженедельно (для создания искусственной инфляции 1 % в год), сколько будет потрачено на развитие фонда (5 % от общего количества).
6. Большая часть люменов должна быть распределена бесплатно (кроме 5 % на операционные расходы). Важная задача фонда распределить их более-менее равномерно.
7. 25 % всех люменов должно отойти некоммерческим организациям.
8. Существует ограничительный договор, согласно которому стороны, имеющие крупные суммы люменов, не могут продавать их в течение 5 лет.

Можно сказать, что организаторы платформы Stellar сделали всё возможное, чтобы исключить любую азартную составляющую из этого проекта.

## Фонд поддержки Stellar
Фонд поддержки Stellar (Stellar Development Foundation) создан летом 2014 года. Его членами правления в настоящий момент являются: Кит Рабоис, Джойс Ким, Шивани Сироя и Грег Брокман. Джед МакКалеб указан как соучредитель фонда и разработчик Stellar, но в правление не входит.
За время работы состав правления довольно серьёзно поменялся, так как сначала в нём состояли Рабоис, МакКалеб и Патрик Коллисон. Последний из перечисленных является соучредителем фонда и до недавнего времени, наряду с Китом Рабоисом, был ветераном правления Stellar, однако в январе 2016 года перешёл в консультанты. Грег Брокман, наоборот, перешёл из консультантов в члены правления.
В качестве консультантов фонда указаны известные в мире IT люди: Мэтт Малленвег, Грег Стейн, Джои Ито, Сэм Альтман, Навал Равикант и др. В целом коллектив консультантов фонда стабилен.
Команда специалистов, напротив, претерпевала сильные изменения. В частности, за год с марта 2015 года она была сокращена почти на 40 %, в основном за счёт разработчиков.
Фонд финансируется частными пожертвованиями и 5 % люменов, отложенных на операционную деятельность. Из указанной суммы люменов 2 % уже выкуплены компанией Stripe за 3 млн.$.
Задачами фонда являются: повышение цифровой финансовой грамотности, разработка инструментов и сервисов для сети и управление протоколом Stellar.

## Схема работы
Stellar является протоколом с открытым кодом, и предназначен для валютных операций. Серверы выполняют программную реализацию протокола и используют Интернет, чтобы соединяться и обмениваться данными с другими серверами Stellar, образуя глобальную сеть обмена валюты. Каждый сервер хранит записи обо всех «счетах» в сети. Эти записи хранятся в базе данных под названием «гроссбух». Серверы заявляют изменения в бухгалтерской книге (гроссбух), предлагая «сделки», которые переводят счета из одного состояния в другое, расходуя баланс учетной записи или изменяя её свойства. Все серверы пытаются прийти к соглашению, которое позволит применить к текущему гроссбух некоторый пакет сделок, посредством процесса, называемого «консенсус». Процесс Консенсус запускается через регулярные промежутки времени, как правило, через каждые 2-4 секунды. Это сохраняет копию бухгалтерской книги каждого сервера в синхронизированном и идентичном состоянии. При запуске Stellar был основан на протоколе Ripple. После того, как были обнаружены системные проблемы, связанные с существующим алгоритмом консенсуса, Stellar создал обновленную версию протокола с новым алгоритмом достижения консенсуса, основанного на совершенно новом коде. Код и техническая документация для этого нового алгоритма были выпущены в апреле 2015 года, и обновленная сеть начала функционировать в ноябре 2015 года.

## Практическое применение
Несколько некоммерческих организаций и предприятий применяют Stellar, как финансовую инфраструктуру, особенно в развивающихся странах. Одним из таких примеров является Фонд Praekelt, который будет интегрировать Stellar в Vumi, это приложение для обмена сообщениями с открытым исходным кодом, чтобы позволить молодым девушкам в странах Африки южнее Сахары сэкономить деньги за услуги связи.
Oradian, компания, разрабатывающая банковское программное обеспечение на основе облачных технологий, также планирует использовать сеть Stellar для подключения микрофинансовых организаций (МФО) в Нигерии.
В августе 2017 года Stellar объявили о запуске специализированной платформы для проведения ICO, главные отличительные особенности которой — простота использования и дешевизна в сравнении с такими аналогами, как Ethereum.
В октябре 2017 В ходе крупной конференции Sibos, в Торонто, ИТ-гигант IBM продемонстрировал результаты сотрудничества со Stellar, в рамках которого создаётся система транзакций на основе криптовалюты XLM (Lumens).

## Протокол консенсуса Stellar
Техническая документация и код для Протокола консенсуса Stellar (SCP) были опубликованы 8 апреля 2015 года. В документации вводится понятие интегрированного византийского договора (FBA), новый подход к консенсусу, для которого SCP является первым воплощением. Для определения надежности системы FBA опирается на кворумные срезы, когда каждый узел выбирает, каким другим узлам доверять. Вместе кворумные срезы определяют кворум на системном уровне. SCP позволяет открытое членство.